# Matilda Rapaport
Matilda Rapaport, född 29 januari 1986, död 17 juli 2016 i Santiago i Chile, var en elitsatsande svensk alpin friåkare. Hon var gift med den alpina skidåkaren Mattias Hargin sedan 25 april 2016, brorsdotter till skådespelerskan Alexandra Rapaport samt syster till den alpina skidåkaren Helena Rapaport.
Hon vann Xtreme Verbier i Freeride World Tour 2013.
Den 14 juli 2016 råkade Rapaport under en filminspelning ut för en lavinolycka i Farellones i Chile. Hon lyckades inte utlösa sin airbag och begravdes under snömassorna. Hon var medvetslös när hon hittades av fjällräddningen och fördes med helikopter till ett sjukhus i Santiago. De försatte henne där i konstgjord koma och lade henne i respirator på grund av komplikationer orsakade av syrebrist. Rapaport avled fyra dagar senare på sjukhuset med sin make och sin mor vid sin sida.